# Schloss Klein Kuntschitz

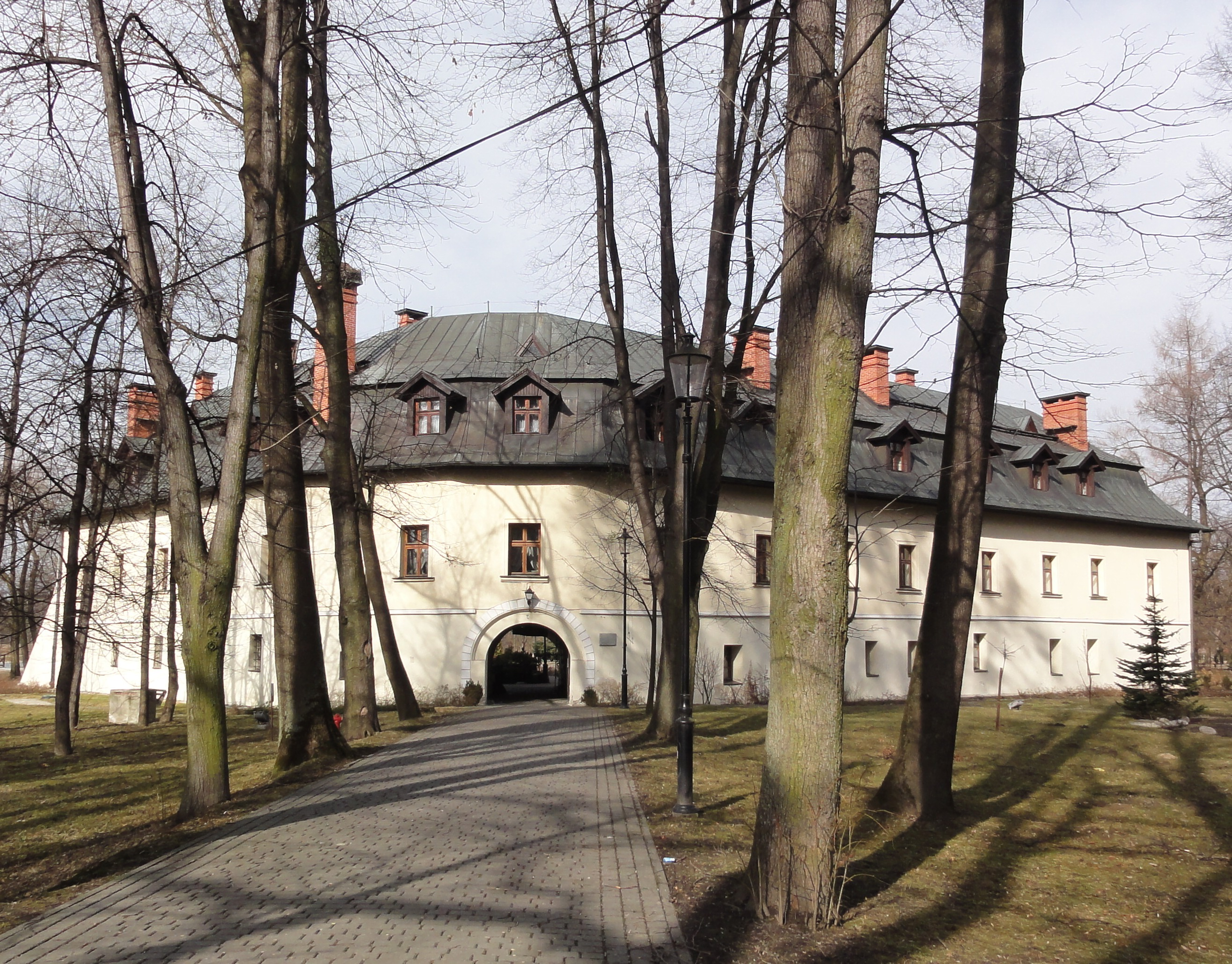
Schloss Kleinkuntschütz

Schloss Kleinkuntschütz (polnisch Zamek w Kończycach Małych) ist ein Schloss im  polnischen Kończyce Małe, Woiwodschaft Schlesien.
Der Kern des heutigen Baus stammt aus dem 15. oder frühen 16. Jahrhundert. Heute bestimmen renaissancezeitliche Stilelemente vom Umbau 1560 und das barocke Mansarddach das Erscheinungsbild des Schlosses.